# Кейп-Чарлз
Кейп-Чарлз — мыс в южной оконечности округа Нортгемптон (штат Виргиния), ограничивающий с севера вход в Чесапикский залив.
Вместе с мысом Кейп-Генри, являющимся южной границей входа в Чесапикский залив, известны как Вирджиния Кейпс.